# 송수초등학교
송수초등학교는 대한민국 부산광역시 해운대구에 있는 공립 초등학교이다.

## 학교 연혁
- 2006년 3월2일: 개교
- 2006년 5월6일:초대김정환교장취임
- 2007년 3월1일:제1회 졸업(졸업생 61명)
- 2022년 6월21일:송수관현악단창단
- 2013년 6월26일:후관교실증축
- 2017년 2월28일:5층교사증축
- 2021년 2월19일:제15회졸업144명(졸업생 누계:1562명)

## 참고 자료
- 송수초등학교 - 한국교육학술정보원 학교알리미